# العنف على كبار السن في المجتمع العربي في اسرائيل
"العنف على كبار السن" هو مصطلح يشير إلى السلوك العدواني والعنيف ضد كبار السن والذي من شأنه أن يسبب لهم العديد من الأضرار على المستويين النفسي والجسدي. قد يتم العنف على كبار السن  في أي مكانً كان وعلى يدي أي شخص فهو لا ينطوي على شكل أو سبب واحد وهو يعتبر ظاهرة عالمية واسعة الانتشار ومن القضايا المجتمعية الرئيسية والتي تُقلِق المحاكم الدولية والمجتمعية وتدفعها باستمرار للبحث  عن طرق للحفاظ على حقوق هؤلاء المُسنين وحمايتهم منه.
كبار السن حسب تعريف دولة اسرائيل هم الأشخاص الذي يتجاوز عمرهم ال 65 سنة وهم أشخاص يحصلون على امتيازات وحماية مكثفة في اسرائيل وذلك بحسب التعديل رقم 26 لقانون العقوبات وهو قانون حماية القاصرين والعاجزين كما ويعود ذلك لضعفهم ولكثرة احتياجاتهم والتحديات التي يواجهها قسم كبير منهم.
في دولة اسرائيل يتم التفريق بين مصطلح "العنف على كبار السن" وبين مصطلح "إساءة وإهمال كبار السن" حيث أنه وعلى الرغم من أن الإساءة لكبار السن قد تضمن العنف إلا أنها عادة ما تحدث من شخص مقرب لكبير السن مثل الأقرباء والأشخاص المخصصين لرعايتهم وتستمر لفترة وهو ضمن مجال عمل وزارة الرفاه والضمان الاجتماعي، على عكس مصطلح العنف على كبار السن والذي يدل على حادث الذي فيه يتم التهجم على شخص كبير بالسن من قبل شخص غريب ويحدث ذلك لمرة واحدة ويكون ضمن مجال عمل الشرطة. من الجدير بالذكر أن دولة إسرائيل تقوم باتخاذ الإجراءات اللازمة في كلتا الحالتين، سواء كانت إساءة او عنف، بهدف الحد من ظاهرة العنف على كبار السن.

## إحصائيات العنف على كبار السن
حسب التقرير الذي أصدرته الكنيست عام 2007 والذي يعرض ظاهرة العنف على كبار السن فأنه وفقًا للإحصائيات التي أجريت في نهاية سنة 2006 عاش ما يقارب ال 70،000 مُسن في اسرائيل وهذا يعادل 10% من إجمالي السكان، 30% منهم هم ناجون من المحرقة اليهودية او الهولوكوست كما ان حوالي 12،000 من كبار السن يعيشون مع شخص واحد على الأقل لا تربطه معهم صلة دم (عادة ما يكون هذا الشخص معالج او مرافق للاعتناء بهم).
مراكز الشرطة تتلقى عدد هائل من البلاغات وفتحت ما يقارب 12,228 ملف يتعلق بالعنف والجرائم ضد كبار السن من عام 2002 حتى الرابع من سبتمبر عام 2007 (هذه الملفات تتضمن القتل، محاولات القتل، الجرائم الجنسية والاغتصاب، جرائم السرقة والسطو على البيوت كما وتتضمن الاعتداء والتخريب) هذا العدد من الشكاوي والملفات لا يتضمن أولئك الذين وصلوا إلى الحرس المدني وغيرها من الأقسام. بحسب الاحصائيات فإن: 32% من هذه الشكاوى هي بلاغات عن السطو على بيوتهم، 17% هي عن تهديدات تلقوها، 31% عن سرقات تعرضوا لها بينما 11% هي فقط اعتداءات جسدية.
بشكل عام في تلك السنوات (2002-2007) كان يقدم كبار السن القادمون جديدًا للدولة (المهاجرون) حوالي 9% من الشكاوى رغم أن نسبتهم من السكان لا تتعدى 25% بينما المسنين العرب كانوا يقدمون 5% من البلاغات.
وفقًا لوزارة الرفاه والضمان الاجتماعي إن لجائحة كورونا أثرًا سلبيًا على ظاهرة العنف على كبار السن فقد لوحظ ارتفاع في الحالات التي تم فيها تعنيف كبار السن (معظمها تمت من قبل أفراد العائلة ومقدمي الرعاية) فعلى سبيل المثال في عام 2018 تم علاج 6707 حالة بينما حتى منتصف عام 2019 فقط تم علاج أكثر من 7000 حالة وهذا عدا عن الحالات التي لم يتم علاجها وتلك التي لم يتم التبليغ عنها.
إن الحالات التي تم علاجها في 2018 كانت أعنف من تلك التي سجلت في السنوات السابقة حيث أنه على عكس الحالات المسجلة بين 2002-2007 لم تكن جرائم السرقة والسطو هي الأكثر شيوعًا بل كانت حالات تم فيها تعنيفهم فبحسب الإحصائيات 26% من الحالات التي تم علاجها في 2018 تتعلق بالإيذاء نفسية أي ما يقارب 1749 حالة تقريبًا و13% من الحالات تتعلق بالعنف الجسدي. 

## كيف تتعامل الدولة مع العنف على كبار السن
في اسرائيل هنالك الكثير من الجمعيات والمشاريع التي تعمل على حد العنف على كبار السن فمثلًا هنالك جمعية جوينيت ايشيل والتي قامت وبمساعدة من وزارة الرفاه والضمان الاجتماعي وجمعيات اخرى محلية بتأسيس مشروع "بيئة داعمة" والذي هو عبارة عن برنامج يزود المسنين بالخدمات المطلوبة وذلك كي يتمكن كبار السن من العيش في بيوتهم وكي تنخفض الحاجة عند كبار السن للانتقال إلى بيوت المسنين أو لمؤسسات سكنية اخرى. تقوم هذه الجمعية خلال البرنامج بتقديم خدمات متنوعة تساعدهم في عيش حياة كريمة، الاستقلالية كما وايضا تحفظ خصوصيتهم وذلك عن طريق:
أب المجتمع: وهو لقب يحمله كل مسؤول او مسؤولة عن إحدى برامج "بيئة داعمة" وهو يعرف كل كبار السن المشاركين في البرنامج ويتواصل مع كل واحد منهم باستمرار. يقوم كبار السن بمناداته في كل مرة يحتاجون فيها لمساعدة فعلى سبيل المثال هو يقوم بشراء ادويتهم وبتنظيم مقدمي الرعاية في بيوتهم.
زر الطوارئ: في حالة مواجهة احدى كبار السن حالة طارئة يقوم بضغط هذا الزر والذي يصله مع مركز الطوارئ للبيئة الداعمة. في حال كانت الحالة مستعصية يقوم مركز الطوارئ بالاتصال بالإسعاف أو الشرطة أو الإطفاء أو أفراد العائلة حسب الحالة.
في حال تعرض المُسن إلى عنف أو إساءة فسيكون من السهل علاج المشكلة وانقاذه بل وعرض الشخص المسيء إلى السلطات بمساعدة هذا البرنامج فهو يبني علاقة بين المُسن والعالم الخارجي بدءًا من المسؤولين عن البرنامج ونهاية بالطوارئ ومركز الشرطة وبالتالي لا يمكن لأحد استغلال عيشه وحيدًا للسطو أو استغلال وحدته لتعنيفه والإساءة إليه وفي حال حدثت الاساءة هنالك الزر الذي يمكنه من النجاة من الموقف ومن الحصول على المساعدة.
كما وان جمعية جوينيت ايشيل قامت بالتعاون مع الشرطة وشيدت مشروع كبير يدعى "البرق للجيل الذهبي" والذي يعمل لحد ظاهرة العنف على كبار السن وهذا عن طريق الإشراف على المُسن وبيئته بهدف جعل نسبة الإبلاغ عن العنف والإساءة أكبر في حال حدوثها.
في هذا البرنامج تشترك وحدات الحرس المدني والشرطة وايضًا العاملين في برنامج "بيئة داعمة" سويًا ويقومون باتخاذ اجراءات معينة لحماية كبار السن من الاعتداءات المتكررة والجرائم التي تحدث بكثرة ضدهم فمثلًا يتكلف متطوعين من الشرطة بمهام مختلفة مثل مرافقتهم إلى بنك البريد لمنع تعرضهم للسرقة كما ويقوم العاملون في المشروع والمتطوعين فيه بشراء وتركيب الأقفال على الأبواب في بيوت كبار السن المشاركين في برنامج "البيئة الداعمة". من ضمن البرنامج ايضًا إجراء حملات توعية لكبار السن بشأن الإبلاغ وارسال شكاوي للشرطة في حال تم الإساءة إليهم. 